# Velebit
Velebit és la més gran, encara que no la més alta, serralada de Croàcia. El seu pic més alt és el Vaganski Vrh amb 1757 msnm.
La serra forma part dels Alps Dinàrics i es troba al llarg de la costa Adriàtica, separant-la de Lika a l'interior. Velebit comença al nord-oest prop de Senj amb el pas de muntanya Vratnik i acaba 145 km al sud-est prop de la font del riu Zrmanja raonablement prop de Knin.
La més important característica de Velebit és la seva forma sòlida i simple, els rectes penya-segats i la nuesa del costat que mira a la mar i els vessants coberts de bosc al costat de Lika. La característica geològica bàsica de les muntanyes és el carst; la flora i la fauna són abundants. Els llocs més populars a Velebit són: el pic de Vučjak, sobre Zavižan, els jardins botànics de Zavižan, Rožanski kukovi, Štirovača i el Parc Nacional de Paklenica.

## Les regions
Velebit es divideix normalment en quatre regions:
- la part septentrional entre els passos de muntanya Vratnik i Veliki Alan, amb el pic més alt Mali Rajinac (1699 m)
- la part mitja entre Veliki Alan i Baške Oštarije amb el pic més alt en Šatorina (1624 m)
- la part meridional entre Oštarije i Mali Alan (pics Vaganski vrh - 1757, Sveto brdo - 1753,)
- la part sud-oriental amb Crnopac com el pic més notable

Velebit com un tot és un parc natural, del qual s'han delimitat dos parcs nacionals: Paklenica i Sjeverni Velebit (Velebit del Nord).
Una categoria més enllà, fins i tot de més acurada preservació de la naturalesa existeix dins de Sjeverni Velebit, la reserva especial Hajdučki i Rožanski Kukovi, sota la més alta protecció de la naturalesa disponible a Croàcia. Oficialment, cap activitat humana es permet allí, excepte la recerca. Són espais en la seva major part sense explorar i llocs silvestres que probablement persistiran així en el futur.
Una sendera anomenada Premužićeva staza (Sendera de Premužić) porta a través de les parts septentrional i mitja de Velebit. Aquesta sendera es va construir entre el 1930 i el 1933 i connecta Velebit septentrional i meridional. La seva longitud és de 50 km. Moltes parts de Velebit no es podrien aconseguir sense ell. Les muntanyes Velebit estan travessades per l'A1 a través del Túnel de Sveti Rok.

### Pics i zones de Velebit

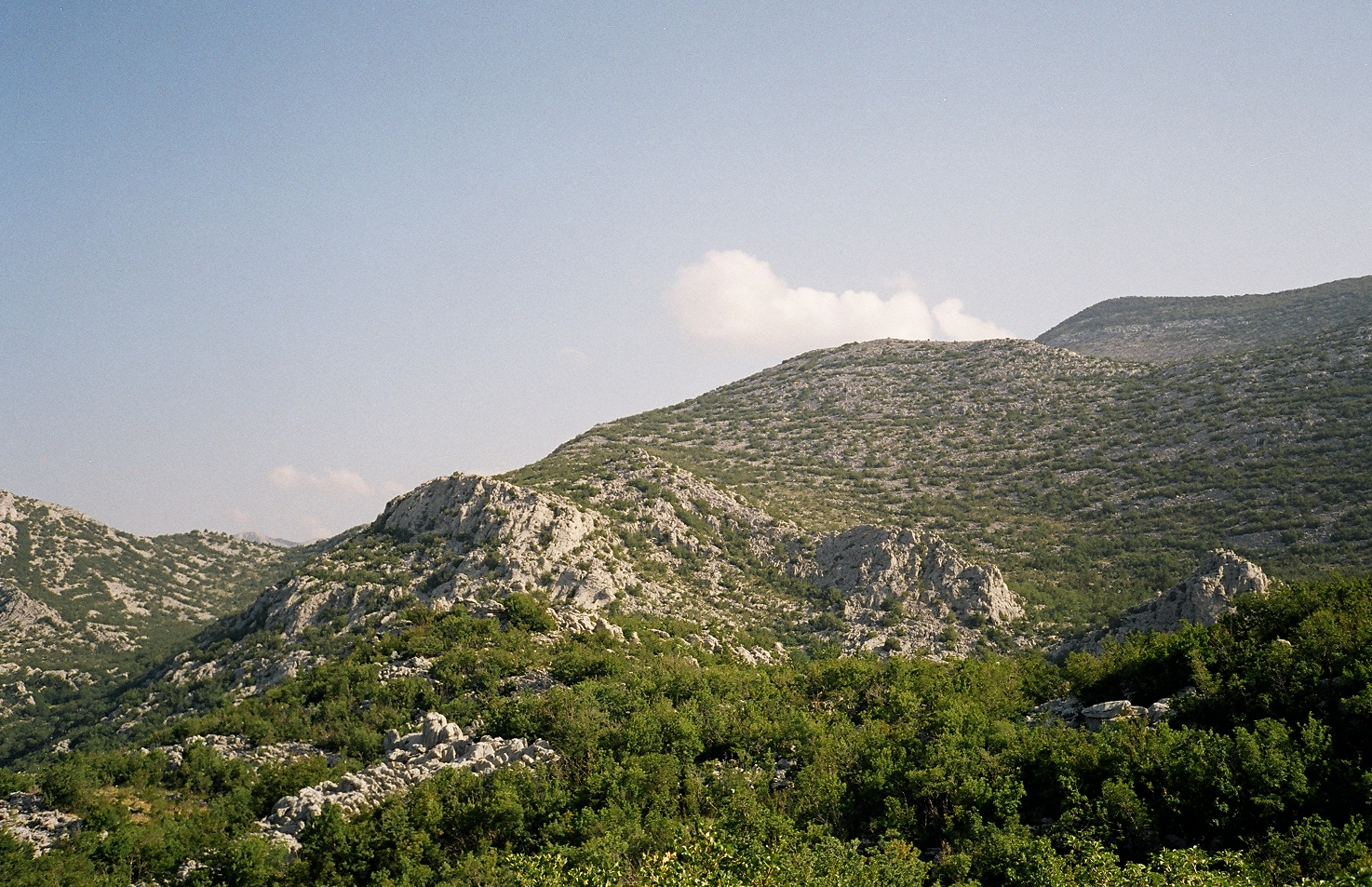
Parc Nacional de Paklenica.

- Zona de Zavizan - Velebit nord (Mali Rajinac) (1699m)
- Grup Rozanski Kukovi - Velebit nord (Gromovaca (1676m) i Vratarski Kuk (1676m)
- Alancic, Rozanski Vrh, Seravski Vrh, Velebit Nord (Goli Vrh (1670m)
- Veliki Kozjak (1629m), Velebit NORD
- Satorina (1624m) - Velebit Mitjà
- Àrea de Stap - Velebit Sud, (Debeli Kuk) (1269m)
- Visocica (1619m) - Velebit Sud
- Bojin Kuk (1110m) - Velebit Sud
- Viserujna (1632m) i Rujno - Velebit Sud
- Àrea de Paklenica - Velebit Sud
- Vaganski vrh (1757m) - Velebit Sud (el pic més alt de Velebit)
- Liburnija (1710m) - Velebit Sud
- Sveto Brdo (1751m) - Velebit Sud
- Tulove Grede (1120m) - Velebit Sud-est
- Crnopac (1404m) - Velebit Sud-est

Al voltant de 70 pics excedeixen de 1600m.

## Les coves

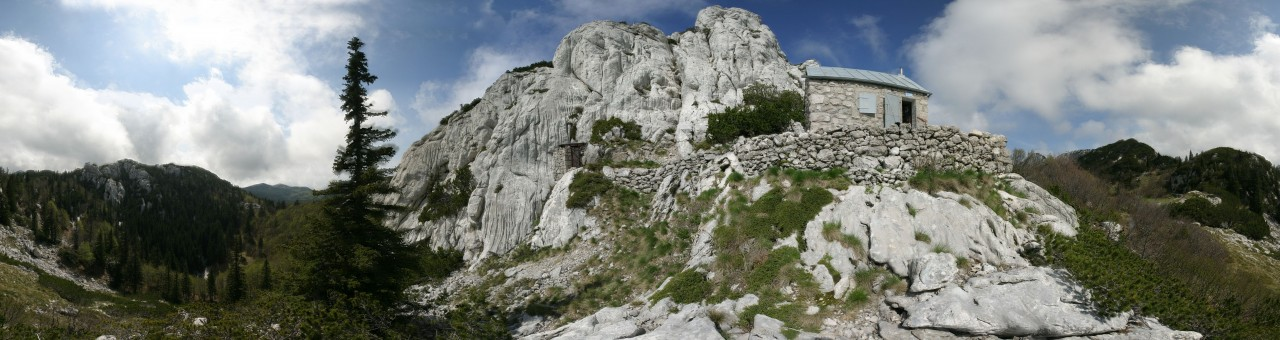
Paisatge típic de Velebit.

Hi ha centenars de "forats" al Velebit, i té les coves més grans i profundes de Croàcia. Les tres parts de la cova de "Lukina jama" té 1392 m de profunditat, cosa que en fa una de les coves més profundes del món, i la més profunda de l'Europa meridional, mentre que la "Slovačka jama" és de 1320 m. Un tret particular es que és completament vertical, la més profunda del món. En el fons de l'avenc hi ha un curs d'aigua o sifó amb branques que estan encara inexplorades. Es va descobrir a l'avenc una classe de sangonera, de la qual s'ha assegurat que representa una nova espècie, genus i família; ha rebut el nom de "Croatobranchus mestrovi".
Llista d'avencs de Velebit, més profunds de 50 0m:
1. Lukina Jama, 1392m, Hajducki Kukovi - Velebit Nord
2. Slovacka Jama, 1320m, Rozanski Kukovi - Velebit Nord
3. Velebita, 941m, Rozanski Kukovi - Velebit Nord
4. Meduza, 679m, Rozanski Kukovi - Velebit Nord
5. Patkov Gust, 553m, Hajducki Kukovi - Velebit Nord
6. Ledena Jama, 536m, Lomska Duliba - Velebit Nord
7. Ponor na Bunovcu, 534m, Bunovac - Velebit Sud
8. Jama Olimp, 531m, Hajducki Kukovi - Velebit Nord
9. Lubuska Jama, 521m, Hajducki Kukovi - Velebit Nord

És també la llar de la Degenia velebitica, una espècie protegida i endèmica de planta de lesbrassicàcies descoberta el 1907 pel botànic hongarès Àrpàd von Degen.
La imponent naturalesa de la muntanya Velebit ha fet d'això una espècie de símbol nacional del folklore croat. Hi ha una cançó patriòtica Vila Velebita que personifica una fada a Velebit.

## Velebit en la literatura
En l'antiga literatura europea Velebit va ser conegut com a Montagna della Morlacca. Els venecians les van anomenar com les Velebit Morlachia, que deriva del fet que era usat pels morlacs, negres (maures) llatins o negres "Vlasi" (valacs) pastors d'origen romànic, vivint a la zona de Velebit fins al llac Skadar després de la colonització eslava. Aquests mateixos pastors van fugir dels turcs de Velebit a Krk o a Ístria.